# Liste von Söhnen und Töchtern der Stadt Montpellier
Die folgende Liste enthält in Montpellier geborene Persönlichkeiten, chronologisch aufgelistet nach dem Geburtsjahr. Die Liste erhebt keinen Anspruch auf Vollständigkeit.

## In Montpellier geborene Persönlichkeiten

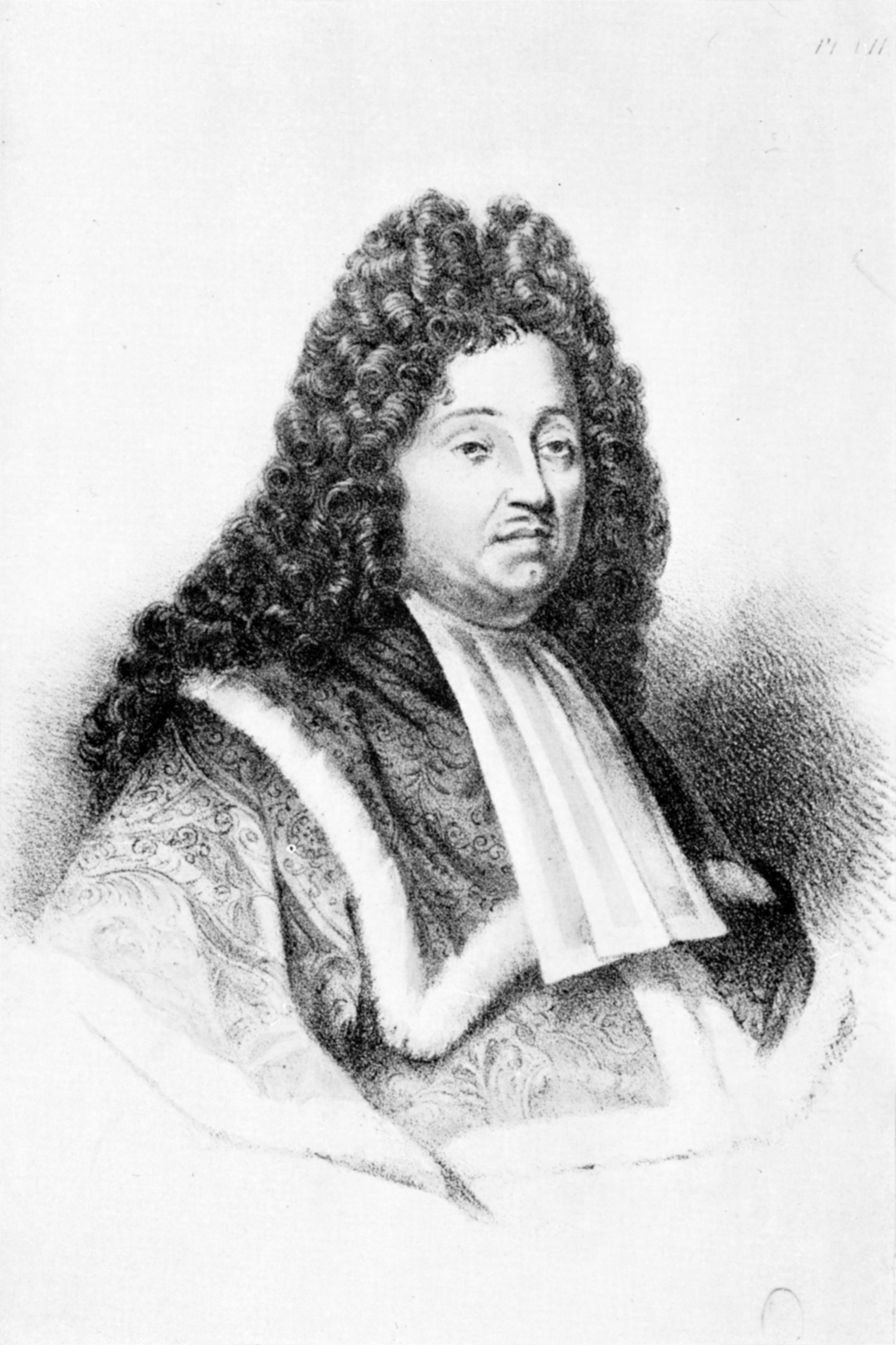
Pierre Magnol

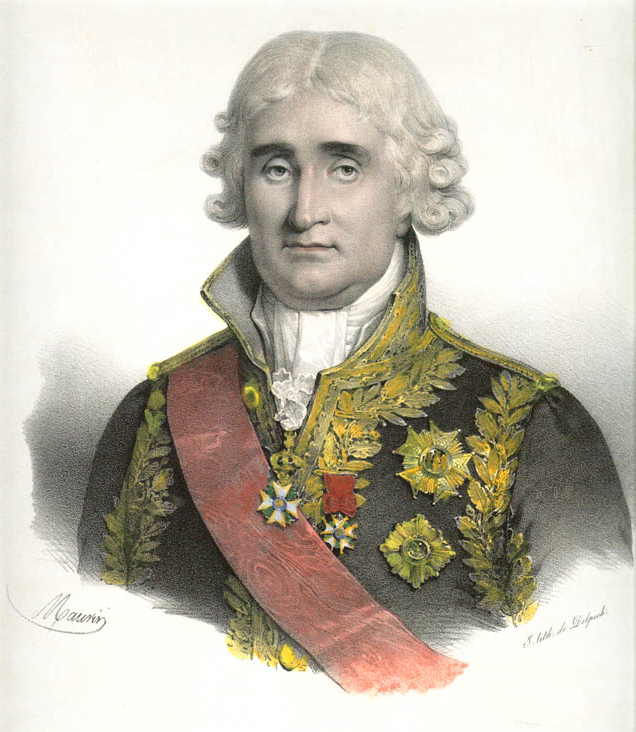
Jean-Jacques Regis de Cambacérès

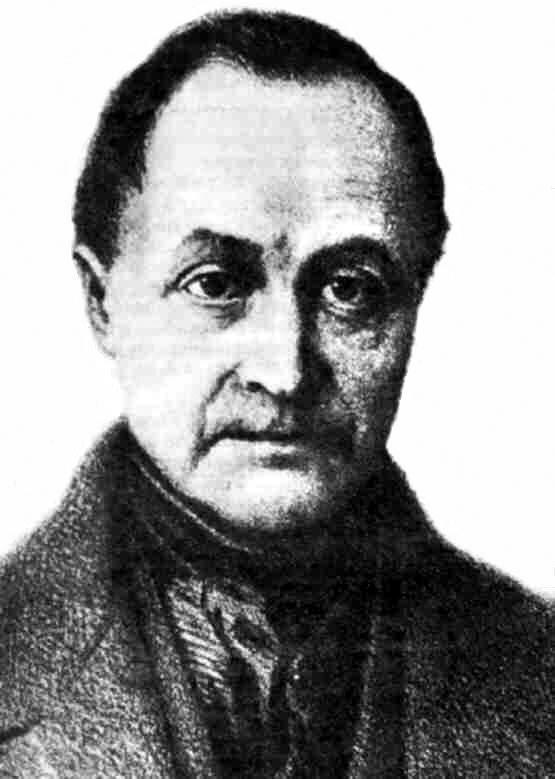
Auguste Comte

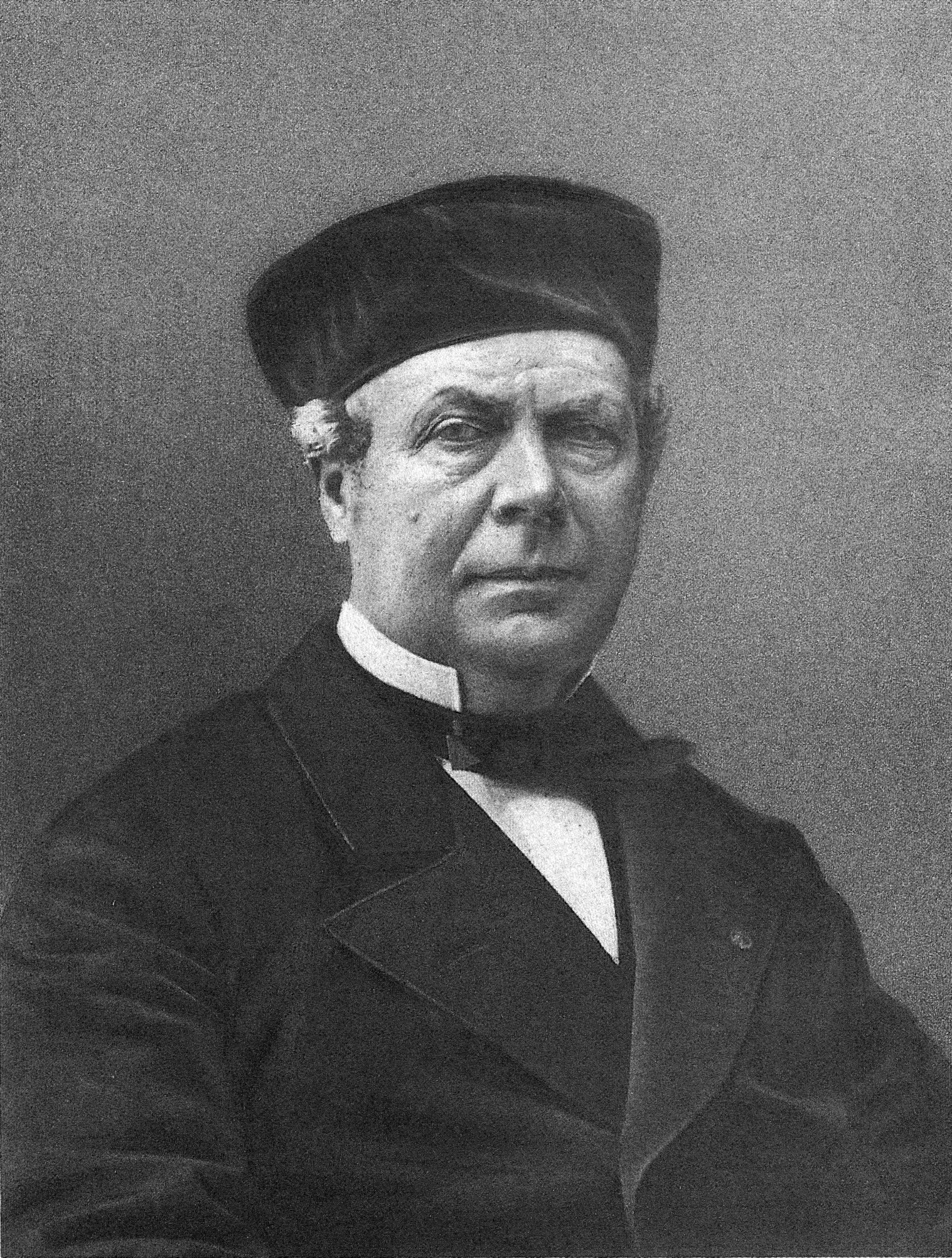
Aristide Cavaillé-Coll

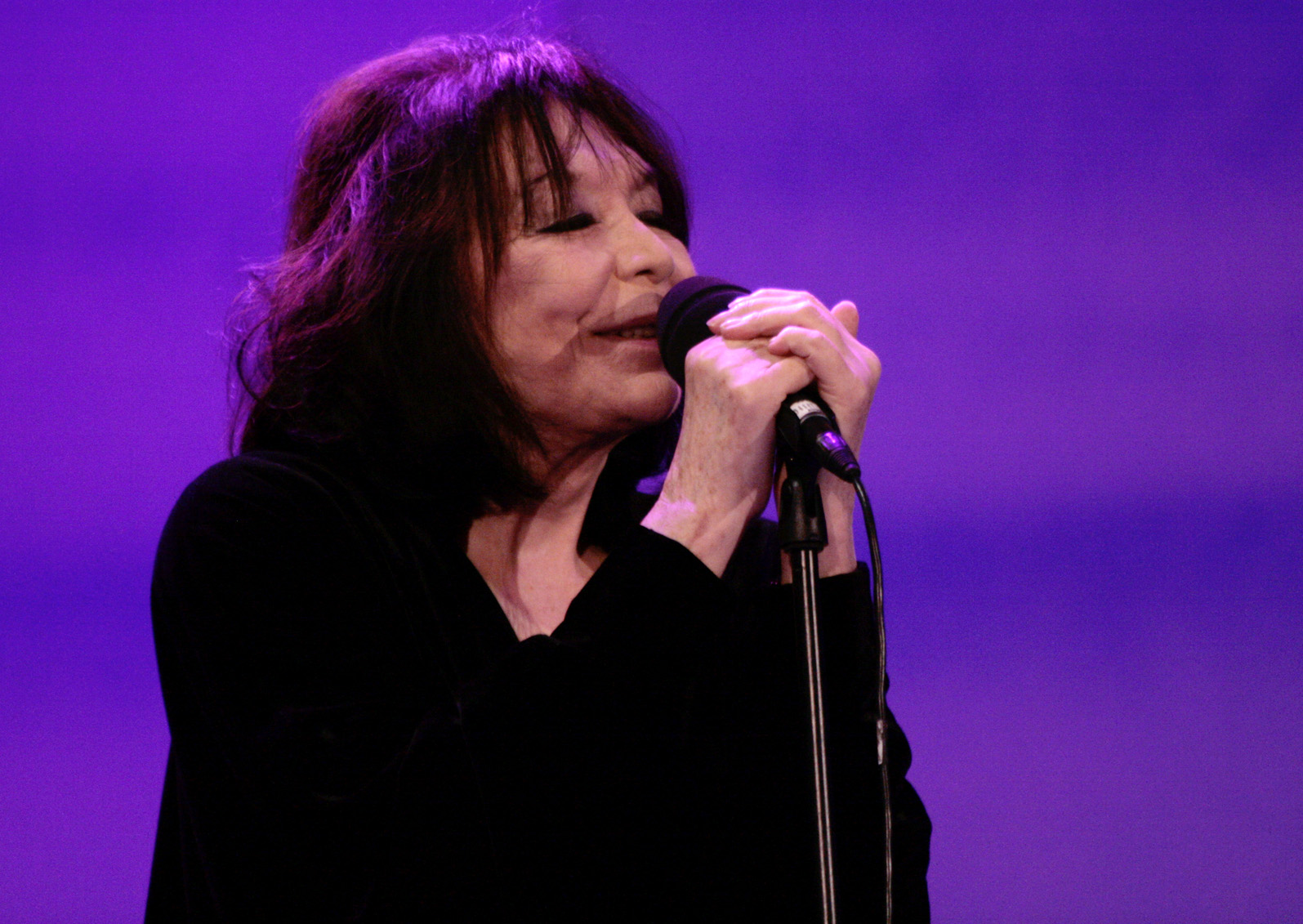
Juliette Gréco

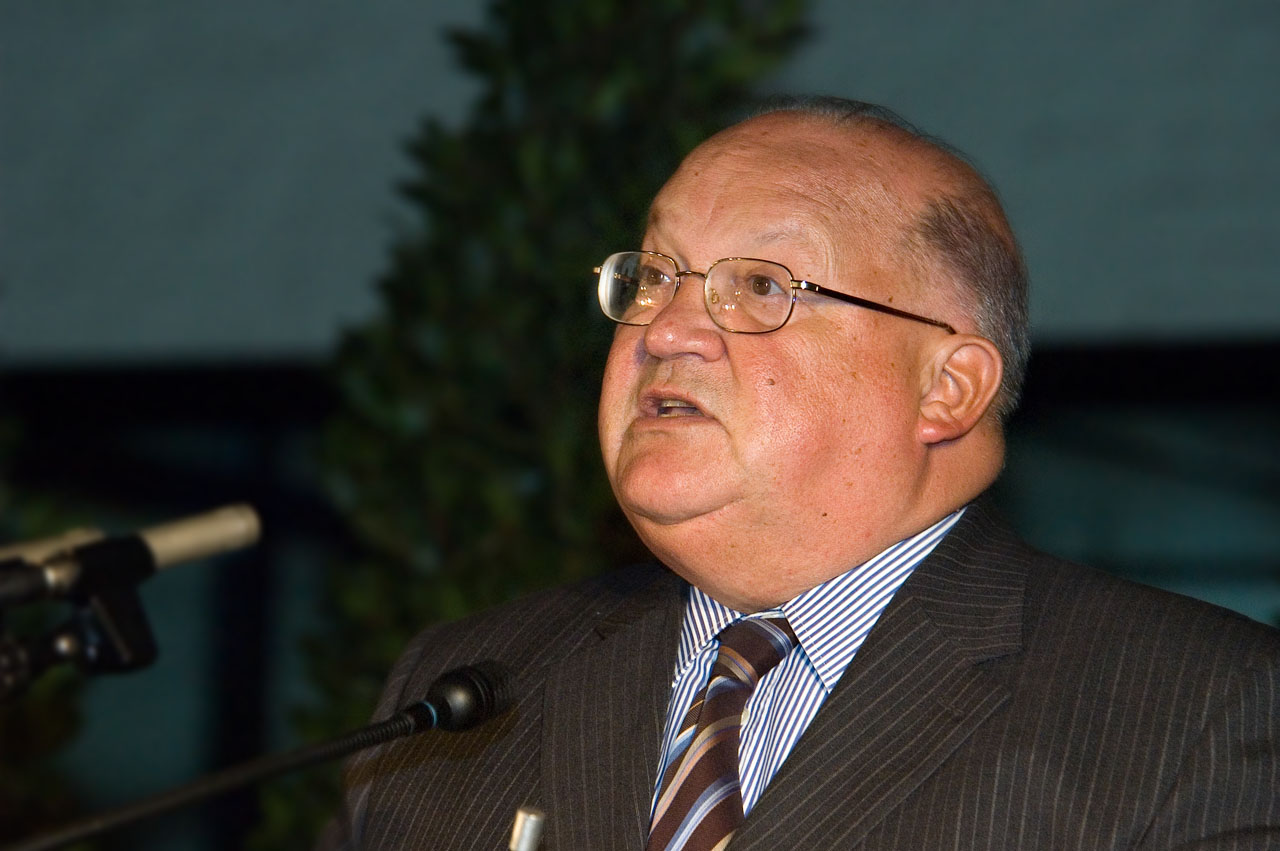
Jean-Luc Dehaene

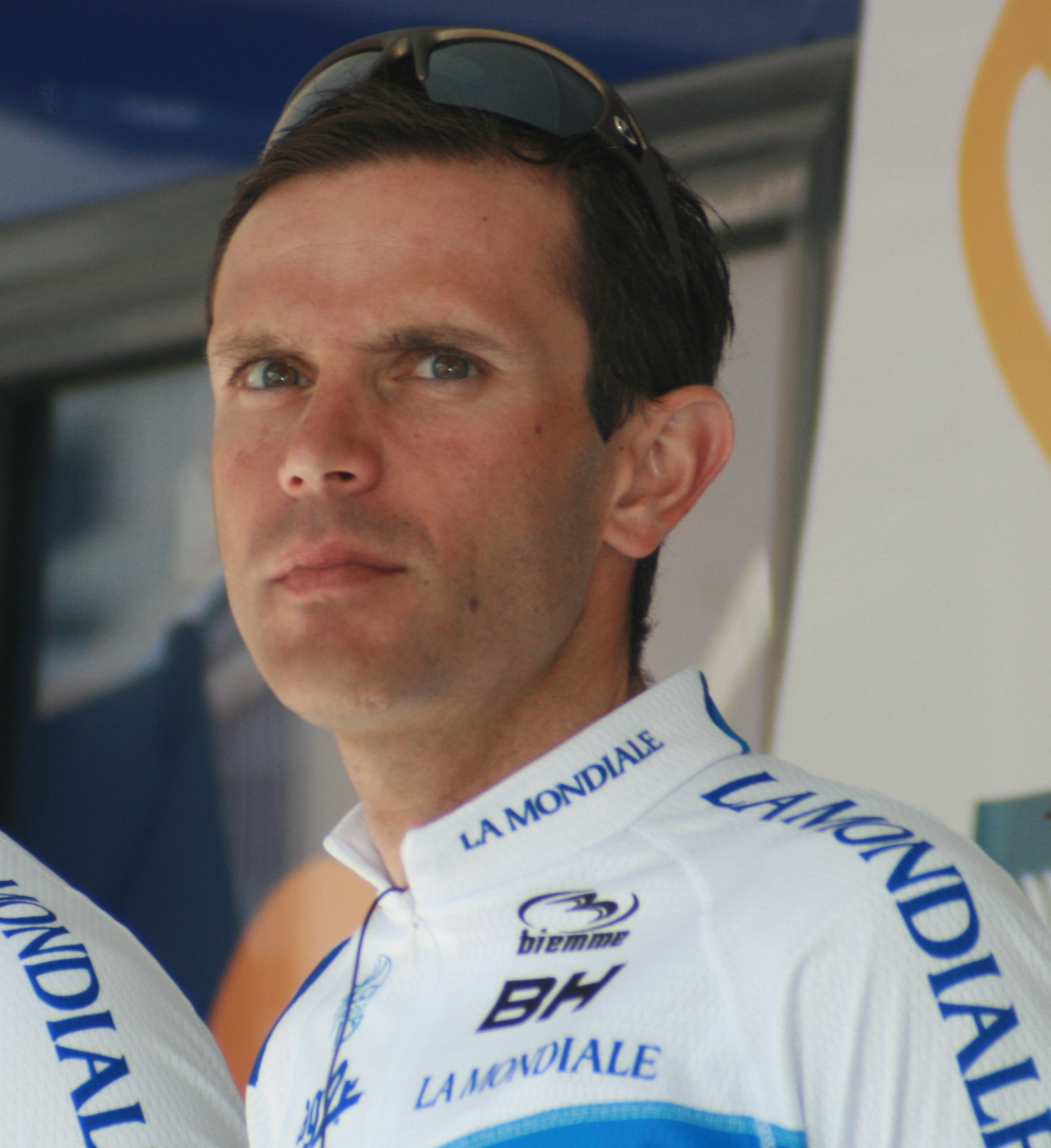
Stéphane Goubert

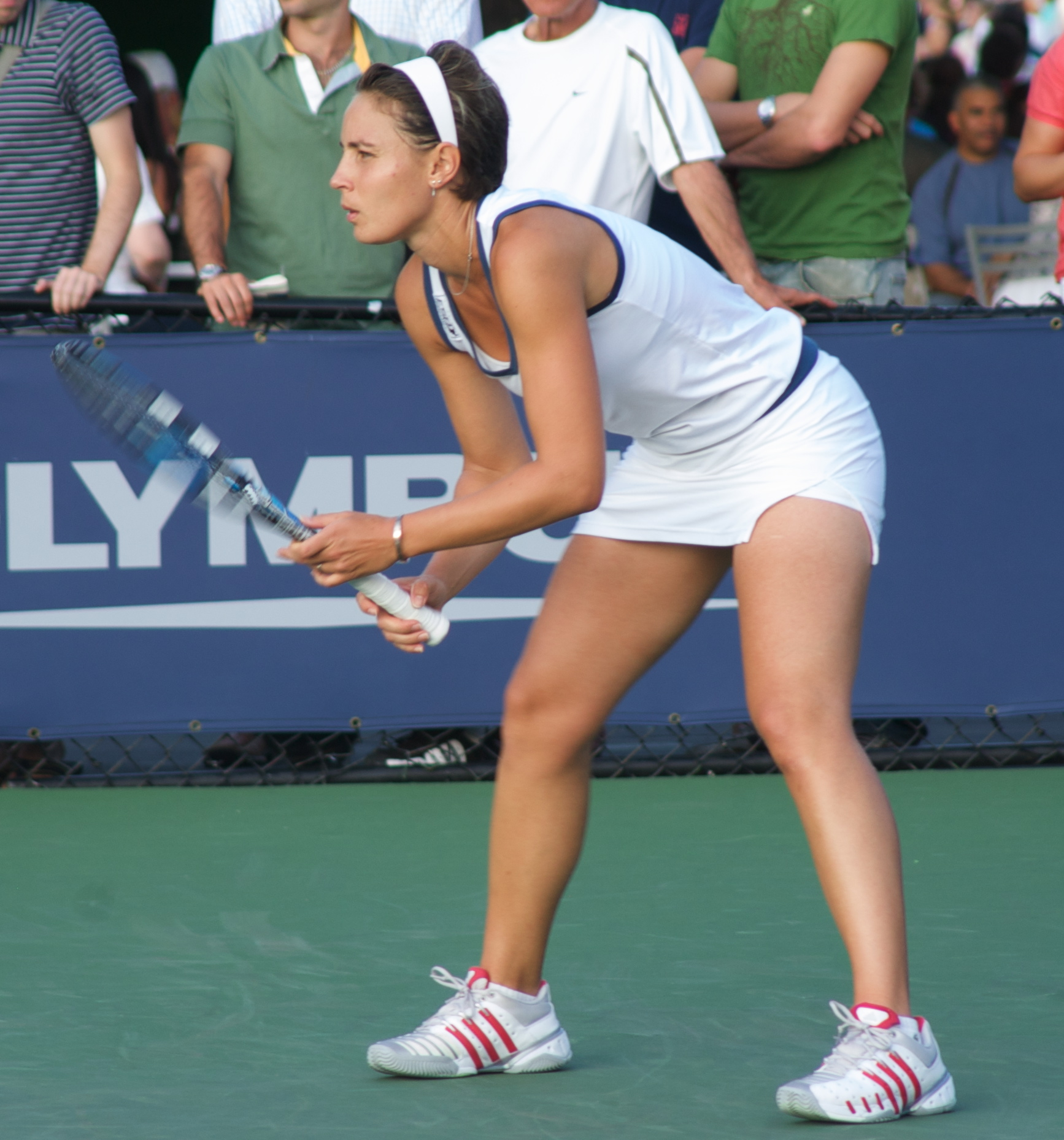
Severine Bremond

### Bis 1700
- Bernard de Castanet (~1240–1314), Kardinal der Katholischen Kirche
- Jakob II. (1243–1311), König von Mallorca
- Sancho I. (1277–1324), König von Mallorca
- Rochus von Montpellier (~1295–1327), Pestheiliger
- Guillaume Rondelet (1507–1566), Naturforscher
- Gaspard III. de Coligny (1584–1646), Adeliger
- Sébastien Bourdon (1616–1671), Maler
- Pierre Magnol (1638–1715), Botaniker
- Armand Bazin de Bezons (1654–1721), Bischof und Erzbischof
- Jean Ranc (1674–1735), Maler
- Jean Raoux (1677–1734), Maler
- François Gigot de la Peyronie (1678–1747), Chirurg
- Louis-Bertrand Castel (1688–1757), Jesuit und Mathematiker

### 18. Jahrhundert
- André Hercule de Rosset de Rocozel (1715–1788), Hochadliger, Militär und Hofbeamter
- Joseph-Marie Vien (1716–1809), Maler
- Antoine Gouan (1733–1821), Botaniker
- Paul Joseph Barthez (1734–1806), Mediziner
- Jean Dauberval (1742–1806), Tänzer und Choreograf
- Jean-Antoine Roucher (1745–1794), Schriftsteller
- Jean-Jacques Régis de Cambacérès (1753–1824), Jurist und Staatsmann
- Matthieu Dumas (1753–1837), General und Militärhistoriker
- Joseph Cambon (1756–1820), Politiker
- Étienne Louis Hector de Joly (1756–1837), Politiker, Rechtsanwalt und letzter Siegelbewahrer von Ludwig XVI.
- Louis-Sébastien Lenormand (1757–1837), Physiker, Erfinder und Pionier des Fallschirmspringens
- Xavier Atger (1758–1833), Beamter, Kunstsammler und Mäzen
- Louis Lepic (1765–1827), General der Kavallerie
- François-Xavier Fabre (1766–1837), Maler, Zeichner, Radierer und Kunstsammler
- Pierre Daru (1767–1829), Finanzmann, Dichter und Historiker
- Antoine Maurin (1771–1830), General
- Jacques Philippe Raymond Draparnaud (1772–1804), Naturforscher, Malakologe und Botaniker
- Hermann Wedel-Jarlsberg (1779–1840), Politiker
- Jean Louis Boisselot (1782–1847), Gründer des Klavierbau-Unternehmens Boisselot & Fils
- Laure-Adelaide Abrantès (1784–1838), Schriftstellerin
- Jules de Joly (1788–1865), Architekt
- Michel Félix Dunal (1789–1856), Botaniker
- Auguste Bérard (1796–1852), Marineoffizier und Forschungsreisender
- Auguste Comte (1798–1857), Mathematiker, Philosoph und Religionskritiker

### 19. Jahrhundert

#### 1801 bis 1850
- Antoine-Jérôme Balard (1802–1876), Chemiker und Entdecker des Elementes Brom
- Alfred Moquin-Tandon (1804–1863), Zoologe, Botaniker, Naturhistoriker, Arzt und Publizist
- Auguste Glaize (1807–1893), Historien- und Genremaler, Pastellist und Lithograph
- Xavier Boisselot (1811–1893), Komponist und Klavierbauer
- Aristide Cavaillé-Coll (1811–1899), Orgelbauer, Akustiker, Wissenschaftler und Erfinder
- Charles Renouvier (1815–1903), Philosoph
- Jules Lichtenstein (1816–1886), Weinhändler und Entomologe deutscher Herkunft
- Aimé Maillart (1817–1871), Komponist
- Pierre Ossian Bonnet (1819–1892), Mathematiker
- Louis Figuier (1819–1894), Schriftsteller und Populärwissenschaftler
- Édouard Albert Roche (1820–1883), Astronom und Mathematiker
- Alfred Bruyas (1821–1877), Kunstsammler und Mäzen
- Alexandre Cabanel (1823–1889), Historienmaler
- Guillaume-Charles Brun (1825–1908), Maler
- Charles Renaud de Vilbac (1829–1884), Organist und Komponist
- Pierre Cabanel (1838–1917), Maler
- François Borne (1840–1920), Flötist und Komponist
- Frédéric Bazille (1841–1870), Maler
- Paul Ferrier (1843–1928), Librettist und Dramatiker
- Paul Brousse (1844–1912), Sozialist und Mediziner
- Émile Paladilhe (1844–1926), Komponist und Pianist
- Jean-Pierre Victor Faliès (1849–1901), Maler

#### 1851 bis 1900
- Arnold Harris Mathew (1852–1919), englischer Priester
- Max Leenhardt (1853–1941), Maler
- André Michel (1853–1925), Kunsthistoriker
- Gaston Calmette (1858–1914), Journalist
- François Dezeuze (1871–1949), Journalist und Schriftsteller
- Joseph-Sylvain-Marius Fabrègues (1872–1928), Geistlicher
- Marcel Gensoul (1880–1973), Admiral
- Pierre Allemane (1882–1956), Fußballspieler
- Georges Ribemont-Dessaignes (1884–1974), Schriftsteller und Künstler
- Georges Kuhnholtz-Lordat (1888–1965), Botaniker, Phytopathologe, Ökologe und Pflanzengeograph
- René Massigli (1888–1988), Diplomat
- Louis Fourestier (1892–1976), Komponist, Dirigent und Musikpädagoge
- Francis Ponge (1899–1988), Lyriker und Essayist

### 20. Jahrhundert

#### 1901 bis 1950
- Fernand Guignier (1902–1980), Maler und Bildhauer
- Henri-Charles Puech (1902–1986), Religionshistoriker
- Gabriel Marcillac (1904–1984), Radrennfahrer
- Léo Malet (1909–1996), Kriminalschriftsteller und Dichter
- René Bougnol (1911–1956), Fechter
- Maurice Roques (1911–1997), Geologe und Hochschullehrer
- Olivier Séchan (1911–2006), Schriftsteller, Übersetzer und Jugendbuchautor
- Jacques Soustelle (1912–1990), Politiker, Anthropologe und Ethnologe
- Henri Georges Girard (1917–1987), Schriftsteller, Journalist und politischer Aktivist
- Jeanne Demessieux (1921–1968), Komponistin, Pianistin, Organistin und Musikpädagogin
- Juliette Gréco (1927–2020), Chansonsängerin und Schauspielerin
- Gérard Aygoui (1936–2021), französischer Fußballspieler
- Jean-Luc Dehaene (1940–2014), belgischer christlich-sozialer Politiker
- Véronique Vendell (* 1942), Schauspielerin
- Jean-Marie Alméras (* 1943), Autorennfahrer und Rennstallbesitzer
- Jacques Bompard (* 1943), Politiker
- Othar Chedlivili (* 1943), Organist
- Caroline Cellier (1945–2020), Schauspielerin
- Jacques Alméras (* 1949), Autorennfahrer und Rennstallbesitzer

#### 1951 bis 1970
- Gérard Pansanel (* 1952), Jazzgitarrist
- Jean-Louis Gasset (* 1953), Fußballtrainer sowie ehemaliger Fußballspieler
- Denis Fournier (* 1954), Jazz- und Improvisationsmusiker
- Pierre Servent (* 1954), Publizist, ehemaliger Offizier der französischen Armee
- Pascal Comelade (* 1955), Komponist und Instrumentalmusiker
- Jean-Michel Le Lannou (* 1956), Philosoph
- Philippe Le Houérou (* 1957), Wirtschaftswissenschaftler
- Didier Auriol (* 1958), Rallyefahrer
- Loïc Wacquant (* 1960), Soziologe
- Patrice Héral (* 1965), Jazz-Perkussionist
- Bertrand Lacombe (* 1966), römisch-katholischer Geistlicher, Erzbischof von Auch
- Stéphane Goubert (* 1970), Radrennfahrer
- Pierre Olivier Tremblay (* 1970), römisch-katholischer Ordensgeistlicher und Bischof von Hearst-Moosonee

#### 1971 bis 1980
- Grégori Derangère (* 1971), Schauspieler
- Bernard Maraval (* 1971), Fußballspieler
- Laurent Larivière (* 1972), Theater-, Filmregisseur und Drehbuchautor
- Fabcaro (* 1973), Comiczeichner und Autor
- Véronique Elling (* 1975), Sängerin, Schauspielerin und Regisseurin
- Rémi Gaillard (* 1975), Comedian
- Romain Puértolas (* 1975), Schriftsteller
- Virginie Rozière (* 1976), Politikerin
- Séverine Ferrer (* 1977), Sängerin und Schauspielerin
- Franck Junillon (* 1978), Handballspieler
- Émilie Simon (* 1978), Sängerin und Komponistin
- Séverine Brémond (* 1979), Tennisspielerin
- Christel Ferrier Bruneau (* 1979), Radrennfahrerin
- Sophie Divry (* 1979), Schriftstellerin
- Numa Hambursin (* 1979), Kunstkritiker
- Delphine Py (* 1979), Profi-Triathletin
- Stéphanie Volle (* 1979), Volleyballspielerin
- Philippe Alméras (* 1980), Autorennfahrer
- Nicolas Ivakno (* 1980), Handballspieler
- Valérian Sauveplane (* 1980), Sportschütze

#### 1981 bis 1990
- Grégory Vignal (* 1981), Fußballspieler
- Thierry Fabre (* 1982), Judoka
- Nik Mayr (* 1982), deutscher Schauspieler, Regisseur und Theaterleiter
- Franck Perera (* 1984), Rennfahrer
- Taichi (* 1984), Rapper
- Raphaël Caucheteux (* 1985), Handballspieler
- Yunis Abdelhamid (* 1987), marokkanisch-französischer Fußballspieler
- Jamel Saihi (* 1987), Fußballspieler
- Dorian Descloix (* 1988), Tennisspieler
- Mathilde Andraud (* 1989), Speerwerferin
- Amandine Cazeaux (* 1989), Tennisspielerin
- Maëva Truntzer (* 1989), Tanzsportlerin
- Myriam Nicole (* 1990), Mountainbikerin

#### 1991 bis 2000
- Simon Billy (* 1991), Geschwindigkeitsskifahrer
- Marc Bouchkov (* 1991), belgischer Violinist
- Camille Catala (* 1991), Fußballspielerin
- Téji Savanier (* 1991), französisch-algerischer Fußballspieler
- Alizée Baron (* 1992), Freestyle-Skierin
- Rémi Desbonnet (* 1992), Handballspieler
- Andrea Pizzitola (* 1992), Autorennfahrer
- Arthur Weber (* 1992), Tennisspieler
- Emmanuel Culcasi (* 1993), Organist
- Alexander Djiku (* 1994), Fußballspieler
- Romain Di Giantommaso (* 1994), Beachvolleyball- und Volleyballspieler
- Samir Bellahcene (* 1995), Handballspieler
- Timothé Buret (* 1995), Autorennfahrer
- Youri Duplessis Kergomard (* 1996), Freestyle-Skier
- Fanny Peltier (* 1997), Sprinterin
- Dimitry Bertaud (* 1998), Fußballspieler
- Blandine Pont (* 1998), Judoka
- Killian Corredor (* 2000), Fußballspieler
- Clément Vidal (* 2000), Fußballspieler

### 21. Jahrhundert
- Arthur Cazaux (* 2002), Tennisspieler
- Maxime Estève (* 2002), Fußballspieler
- Enzo Tchato (* 2002), kamerunisch-französischer Fußballspieler
- Alexis Lebrun (* 2003), Tischtennisspieler
- Arthur Canet (* 2004), Beachvolleyballspieler
- Khalil Fayad (* 2004), französisch-marokkanischer Fußballspieler
- Simon Cara (* 2005), Fußballspieler
- Stefan Džodić (* 2005), serbisch-französischer Fußballspieler
- Axel Gueguin (* 2005), Fußballspieler
- Félix Lebrun (* 2006), Tischtennisspieler